# Jessica Tandy
Jessie Alice „Jessica“ Tandy (7. června 1909 – 11. září 1994) byla anglická herečka, držitelka Oscara za nejlepší ženský herecký výkon ve filmu Řidič slečny Daisy z roku 1989.

## Život a kariéra
Její otec Harry Tandy byl obchodní cestující u výrobce lan († 1921). Matka Jessie Helen Tandy, rozená Horspool, byla ředitelkou školy pro děti s mentálním postižením. Jessica byla nejmladší ze tří dětí. V dětství onemocněla tuberkulózou, což omezovalo její školní docházku na Dame Alice Owen's School. Na Ben Greet Academy of Acting se zapsala v roce 1924, kde studovala u Lillian Simpsonové.  Studia dokončila po třech letech a debutovala na jevišti v The Manderson Girls v londýnském Playhouse Six 22. listopadu 1927. Od osmnácti let účinkovala v divadlech londýnského West Endu v shakespearovských rolích po boku Johna Gielguda a Laurence Oliviera, v roce 1932 debutovala u filmu. Od roku 1940 žila v USA (roku 1952 obdržela americké občanství) a uplatnila se v divadlech na Broadwayi, v roce 1948 získala Cenu Tony za roli Blanche v premiérovém nastudování hry Tramvaj do stanice Touha. Vystupovala v televizním seriálu Zadáno pro Alfreda Hitchcocka, Alfred Hitchcock ji obsadil také do role Lydie ve filmu Ptáci (1963).
V roce 1979 byla uvedena do Síně slávy amerického divadla. Obdržela Cenu Saturn za film Baterie nejsou v ceně, vedle Oscara a Ceny BAFTA za hlavní roli zámožné a panovačné vdovy Daisy Wetrhamové ve filmu Bruce Beresforda Řidič slečny Daisy byla také nominována na Oscara za vedlejší roli ve filmu Smažená zelená rajčata (1991). V roce 1990 obdržela National Medal of Arts.
Její první manžel byl anglický herec Jack Hawkins (1910–1973), s nímž měla dceru Susan. Syna Christophera a dceru Tandy měla z manželství s kanadským hercem a spisovatelem jménem Hume Cronyn (1911–2003).

## Filmografie
- 1932 The Indiscretions of Eve
- 1938 Murder in the Family
- 1944 Sedmý kříž
- 1945 The Valley of Decision
- 1946 Dragonwyck
- 1946 Zelená léta
- 1947 Věčná Ambra
- 1948 A Woman's Vengeance
- 1950 September Affair
- 1951 Liška pouště
- 1958 The Light in the Forest
- 1962 Hemingway's Adventures of a Young Man
- 1963 Ptáci
- 1974 Butley
- 1981 Bláznivá dálnice
- 1981 The Gin Game
- 1981 Svět podle Garpa
- 1982 Klid noci
- 1982 Nejlepší přátelé
- 1984 Bostoňanky
- 1985 Zámotek
- 1987 Baterie nejsou v ceně
- 1988 Dům na Carroll Street
- 1988 Zámotek 2: Návrat
- 1989 Řidič slečny Daisy
- 1991 Pohádková babička
- 1991 Smažená zelená rajčata
- 1992 Svatba, nebo pohřeb
- 1994 Nejsem blázen
- 1994 Camilla